# عساف خليفة
عساف خليفة (3 يوليو 1968 - ) هو لاعب كرة قدم سوري في مركز الهجوم. لعب مع نادي النجمة ونادي الوحدة وFC Zhemchuzhina-Sochi ‏.